# Actiniogeton
Actiniogeton är ett släkte av koralldjur. Actiniogeton ingår i familjen Actiniidae.
Kladogram enligt Catalogue of Life:
| Actiniogeton | \| \| Actiniogeton ambonensis \| \| \| \| \| \| Actiniogeton spenceri \| \| \| \| |
|              | \| \| Actiniogeton ambonensis \| \| \| \| \| \| Actiniogeton spenceri \| \| \| \| |
|              | Actiniogeton ambonensis                                                           |
|              |                                                                                   |
|              | Actiniogeton spenceri                                                             |
|              |                                                                                   |